# Lípa u Sarkandera
Lípa u Sarkandera je památný strom, který roste ve Vrahovicích. Jedná se o lípu obecnou, starou přibližně 100 let. Její výška je 18 m, délka obvodu 285 cm.
Nachází se v pásu zeleně lidově nazývaném U Sarkandera, protože na tomto místě stávala socha sv. Jana Sarkandera. Ta byla na počátku 80. let 20. století poškozena a poté odvezena do Prostějova.